# Great Asby

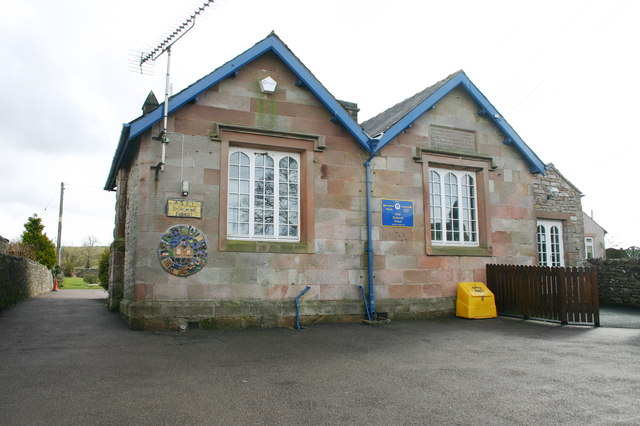
L'école communale.

Great Asby est un village de Cumbria, en Angleterre, situé approximativement à 25 km au sud-est de Penrith et 7 km au sud d’Appleby-in-Westmorland. Son nom proviendrait du vieux norrois ask signifiant frêne, et by, pour « ferme. C'est aujourd'hui essentiellement une commune rurale. L'église du village, Saint-Pierre, a été édifiée entre 1863 et 1866.

## Géographie
Le ruisseau d’Asby Gill, fréquemment à sec, traverse le village Great Asby.
Great Asby Scar est une carrière située à 4 km au sud-ouest du village : elle est classée Réserve naturelle, de par son calcaire d'intérêt géologique et la flore particulière qui s'y est développée.